# Gustavo Chazarreta
Gustavo Adolfo Chazarreta (Santiago del Estero, 28 agosto 1941 – 4 luglio 2017) è stato un cestista argentino.
Era il figlio di Mocho Chazarreta.

## Carriera
Con l'Argentina ha disputato i Campionati mondiali del 1963.